# Anko Itosu
Sensei Yasutsune[a] Itosu (安恒糸洲), ou Anko Itosu, nasceu na vila de Yamagawa, em Shuri, na ilha de Okinawa em no ano de 1831, vindo a falecer em 26 de janeiro de 1915. Foi um mestre de caratê, considerado um dos grandes precursores dos estilos modernos, haja vista muitos de seus discípulos terem formado estilos próprios da arte marcial. Sabe-se ainda que foi o General Supremo do Reino de Ryukyu quando de sua anexação ao Japão, em 1879.

## Biografia
Nascido em 1831, no seio de uma família tradicional, Anko Itosu era uma criança de comportamento introspectivo e de pequena estatura; quando adulto, sua altura era de 1m55, aproximadamente. Foi educado nas letras clássicas chinesas, tornando-se calígrafo naquele tipo de escrita.
Dotado de educação de qualidade, Itosu obtém ingresso no serviço público de Okinawa. E, por recomendação do grande amigo Yasutsune Asato, passou ocupar o cargo de secretário do último rei de Ryukyu, Sho Tai, até a deposição daquela linha dinástica, em 1879, pelo Japão.
O mestre começou seu treinamento de caratê, que na época ainda se nomeava de To di, ou Toudi ou To-de, sob a tutela de Nagahama Chikudun Peichin. Em continuidade, foi aluno de Kosaku Matsumora e, eventualmente, seus estudos de caratê conduziram-no ao dojô de Sokon Matsumura, que na época já se tinha tornado amigo de seu pai. Um aspecto do treino era a makiwara.
Empregou grandes esforços para fazer de sua arte marcial aceita no Japão, o qual era muito resistivo por dois motivos, principalmente: como Okinawa era uma ilha em sua maioria habitada por pescadores e agropecuaristas (muito distantes do ideal samurai), não era vista como origem de uma arte marcial verdadeira, e porque o To-di era fortemente influenciado pelo kung-fu chinês, era visto com preconceito no reino japonês.
Após a anexação, buscou a paz e colaborou com o imperador Meiji.
Posto que tenha (de certa forma) fracassado no intuito de difundir o caratê por todo o Japão, suas ideias floresceram e vingaram depois com seus discípulos, diretos e indiretos. Teria sido do meste Itoso a alteração do nome To-di (mão chinesa) para kara-te (mão vazia), a qual foi levada a termo pelo mestre Gichin Funakoshi, logrando êxito na difusão da arte, não só no Japão mas no mundo inteiro. Atribui-se o insucesso do mestre ao fato de, em sua época, o caratê ainda ser visto como sendo de forte influência chinesa e, porque as relações entre Japão e China sempre tinham sido muito ásperas, não era bem visto. De certo modo, Okinawa era visto como uma terra estrangeira.
Investigando o caráter de Itosu, descobre-se que ele foi uma espécie de figura paterna para os seus alunos, enquanto que, fisicamente, possuía um peito largo como um barril, tinha uma longa barba e possuía uma grande força interior. Itosu era imensamente cauteloso, reservado e mantinha em seu dojô em Kubagawa uma disciplina espartana.
Em 1901, o mestre, na sua tentativa de difundir o caratê por todo o Japão, passou a ensiná-lo na escola de ensino fundamental de Shuri Jinjo e na de ensino médio Dai Ichi; em 1905, em Okinawa.

## Contribuições
Pela concepção de artista marcial que Itosu possuía, ele concluiu que numa luta a pessoa não precisa mover-se muito, e desviar dos golpes, mas, ao contrário, deve ser capaz de absorver e assimilar os mais duros golpes. Isso divergia da visão de Anko Asato, que pensava serem as mãos e os pés equiparáveis a lâminas e que o contato com o oponente devia ser evitado a qualquer custo. Comentavam sobre essa visão Choshin Chibana, que dizia que Itosu tinha um soco muito potente, e Sokon Matsumura acrescentava que, sim, Itoso tinha um soco poderoso, pero não era capaz de atingí-lo.
De qualquer forma, Anko Itosu, por todos os seus esforços e contibuição de modo a simplificar e sistematizar o ensino do caratê, é considerado como o "Pai do caratê moderno". Ele pensava que o modo como se ensinava a arte marcial até seu tempo era antiquado e não proporcionava sua completa compreensão, o que dificultaria ainda sua introdução como disciplina esportiva nos currículos escolares.
O mestre, como forma de facilitar o aprendizado das técnicas, introduiziu o conceito de kihon, uma técnica simples e isolada. Sobre o kata Channan, Itosu, porque o considerava muito complexo e difícil de ser aprendidos por crianças, principalmente, alterou alguns mocvimentos e o dividiu em sequências menores, criando a série Pinan. Procedimento similar aplicou ao kata Naihanchi, que passou a ser uma série de katas também. Em 1908, Itosu escreveu Todê jukun, os Dez Preceitos do Caratê.[carece de fontes?]
Por suas palavras ele descrevia:

## Alunos
Anko Itosu faleceu em 1915 aos 84 anos, mas deixou para trás uma impressionante lista de discípulos que, a seu tempo, realizaram o seu sonho. Dentre os nomes mais famosos estão Kentsu Yabu, Gichin Funakoshi, Chomo Hanashiro, Choshin Chibana, Kenwa Mabuni, Jiro Shiroma, Chojo Oshiro, Moden Yabiku, Moden Yabiku.

## Controvérsia da foto
Em 2006, uma foto foi revelada ao público mostrando um homem careca e com bigode, que foi considerado como Anko Itosu. A imagem (e outras posteriormente descobertas com a mesma pessoa) passou a ilustrar livros e artigos sobre esse mestre. No entanto, análises posteriores conseguiram descobrir o nome real do indivíduo na foto, que foi identificado como Sango Miyake (1847 - data da morte desconhecida), da prefeitura de Miyazaki, que se mudou para Okinawa e trabalhou na cidade de Shuri como professor de Gekken (forma antiga de Kendo) na Faculdade de Professores da Prefeitura, na Escola de Ensino Fundamental e na polícia local. A descoberta foi feita pelo pesquisador Akira Nakamura, da Divisão de Promoção de Karate da Prefeitura de Okinawa, e divulgada em 1.º de março de 2019.
Em 12 de setembro de 2019, o pesquisador Akira Nakamura revelou uma nova foto durante evento de lançamento de uma exposição no Okinawa Karate Kaikan, de uma formatura da Escola Secundária da Prefeitura de Okinawa em 1905. Pela análise da foto e de descrições que se tem de Itosu, Nakamura teoriza que a pessoa idosa de barba localizada na extrema direita da segunda fila, usando uma bengala na mão direita, trata-se de Anko Itosu. Até o momento, não há confirmação definitiva sobre esta hipótese.